# Stadtkirche Greiffenberg

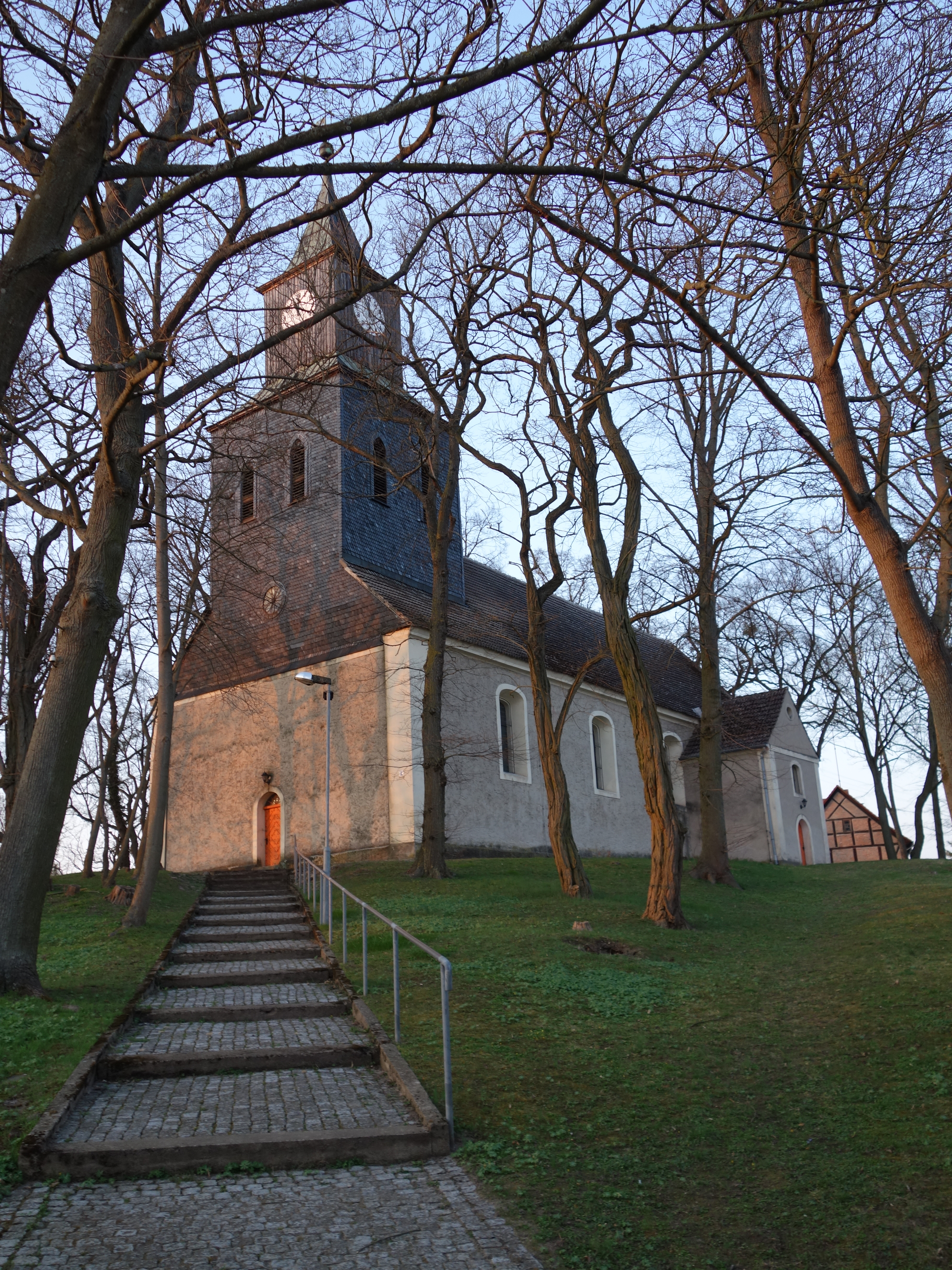
Südwestansicht

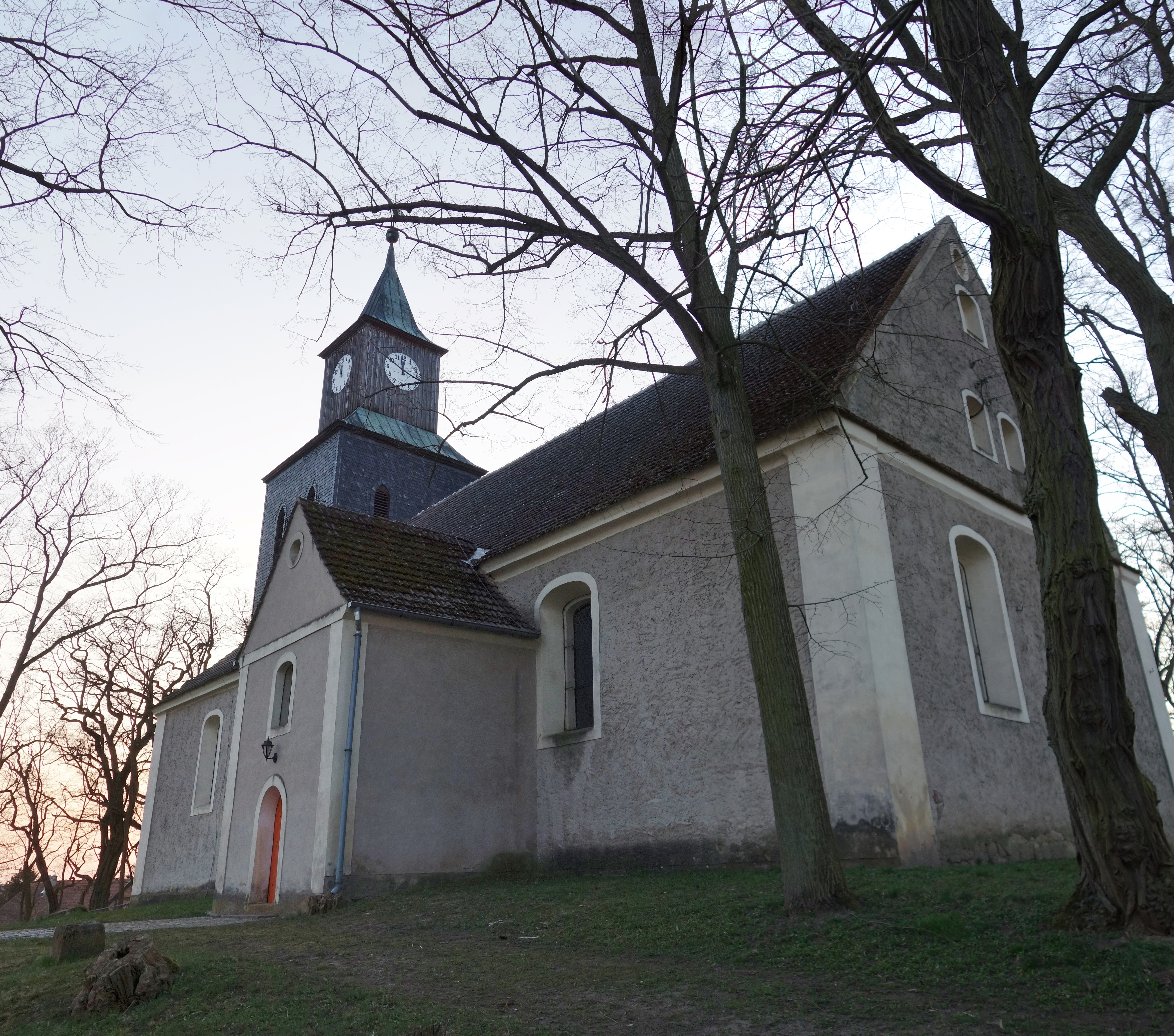
Südostansicht

Die Stadtpfarrkirche in Greiffenberg, einem Ortsteil von Angermünde im Landkreis Uckermark, stammt ursprünglich aus dem 13. Jahrhundert. Sie gehört zum Pfarrsprengel Angermünde im Kirchenkreis Uckermark der Evangelischen Kirche Berlin-Brandenburg-schlesische Oberlausitz.

## Geschichte und Architektur
Nach schweren Beschädigungen im Dreißigjährigen Krieg wurde die Kirche wohl unter Verwendung von Teilen des mittelalterlichen Vorgängerbaus 1723/1724 grundlegend neu errichtet. In den Jahren 1961 bis 1964 wurde sie saniert. Sie wird innen durch eine Putzdecke auf einer Voute mit Stuckprofilen abgeschlossen; im Westen ist eine Orgelempore eingebaut. Zu Beginn des Jahres 2017 musste das Geläut stillgelegt werden. Am Kirchturm stellten Experten erhebliche Schäden durch den Echten Hausschwamm fest. Über Jahre eingedrungene Nässe hatte zu erheblichen Schäden an der gesamten Holzkonstruktion geführt. Nach Beginn der Sanierungsarbeiten stellte sich heraus, dass die Schäden gravierender waren als angenommen. Die Kirchengemeinde musste zur Finanzierung das Pfarrhaus verkaufen. Bis Ende 2021 wurde der Kirchturm saniert. Dabei erhielt das Bauwerk auch ein neues Geläut, das am 14. Oktober 2021 eingeweiht wurde. Es stammt aus der Versöhnungskirche in Essen-Rüttenscheid, die von der dortigen Kirchengemeinde aufgegeben wurde. Die vier Bronzeglocken aus den 1960er Jahren ersetzen zwei Stahlglocken aus den 1920er Jahren, die marode geworden sind. Im Jahr 2022 erfolgt eine Sanierung des Kirchenschiffs. Geplant ist, im Innenraum eine Winterkirche mit Sanitärraum und Teeküche einzurichten.

## Ausstattung
Das Hauptstück der Kirchenausstattung ist ein hölzerner Kanzelaltar aus der Zeit um 1725 mit grün-weißer Fassung und Dekor in Gold. Der bauchige Kanzelkorb ist zwischen Doppelsäulen und Akanthuswangen angeordnet, auf dem Schalldeckel ist das Auge der Vorsehung in einer Strahlenglorie dargestellt. Die Sandsteintaufe vom Ende des 16. Jahrhunderts ist auf einem neuen schmiedeeisernen Fuß angebracht. Am sechseckigen Becken zwischen Hermenpilastern sind qualitätvolle Reliefs mit biblischen Szenen zu sehen: Sintflut, Untergang der Ägypter im Roten Meer, Taufe des äthiopischen Kämmerers durch Philippus (Apg 8,26–40 ), Taufe Christi im Jordan, Jesus als Kinderfreund und Jakobs Segen. Die Beckenunterseite ist mit Beschlagwerk versehen und stammt von demselben Künstler wie die Taufe in Günterberg. Ein kleiner hölzerner Wappenschild der Familie Sparr wurde im 18. Jahrhundert geschaffen. Mehrere Grabsteine sind ebenfalls erhalten, davon beachtenswert sind vor allem die Figurengrabsteine des Ehepaars Otto und Anna von Sparr von 1576 in der Südvorhalle. Die Orgel ist ein Werk von Johann Michael Röder aus dem Jahr 1742 mit 12 Registern auf einem Manual und Pedal. Sie wurde 1842 durch Christian Friedrich Leopold Morgenstern umgebaut und im Jahr 1967 durch die Firma Schuke Orgelbau restauriert.
Ein Gemälde mit einer Darstellung des kreuztragenden Christus wurde 1872 von E. Hoffmann geschaffen. Eine gestickte Pultdecke aus dem dritten Viertel des 13. Jahrhunderts stammt aus Bruchhagen. Ein silbervergoldeter Kelch mit Patene wurde um 1600 geschaffen. Ein Altarkruzifix aus Eisenguss wurde in der ersten Hälfte des 19. Jahrhunderts hergestellt. Ein Leuchterpaar aus Bronze stammt aus der zweiten Hälfte des 17. Jahrhunderts. Zwei Kronleuchter aus Messing wurden 1874 geschaffen.